# Terra Naomi
Terra Naomi (1979) voksede op i Saratoga Springs, New York, og gik på musikskole, hvor hun bl.a. sang opera og spillede guitar og klaver. Hun flyttede til Los Angeles for at prøve lykken og kom da også til at optræde på en hotelcafé, hvor folk kender hende bedst fra. En veninde anbefalede hjemmesiden YouTube. Efter kun en uge havde hun fået 6000 kommentarer på videoen Say it's Possible. Efter en tid, vandt hun også youtube-awarden for bedste musikvideo. Hun fik en pladekontrakt og i 2007 udgav hun den første single, Say it's Possible. Derefter kom Not Sorry og Up Here, og siden debutalbummet Under The Influence. 
Efter udgivelsen af Under The Influence, forlod Terra pladeselskabet og senere i 2011 udgav hun sit næste selvstændige album "To Know I'm Ok", der blev finansieret af fans via Pledge music.